# Noghl

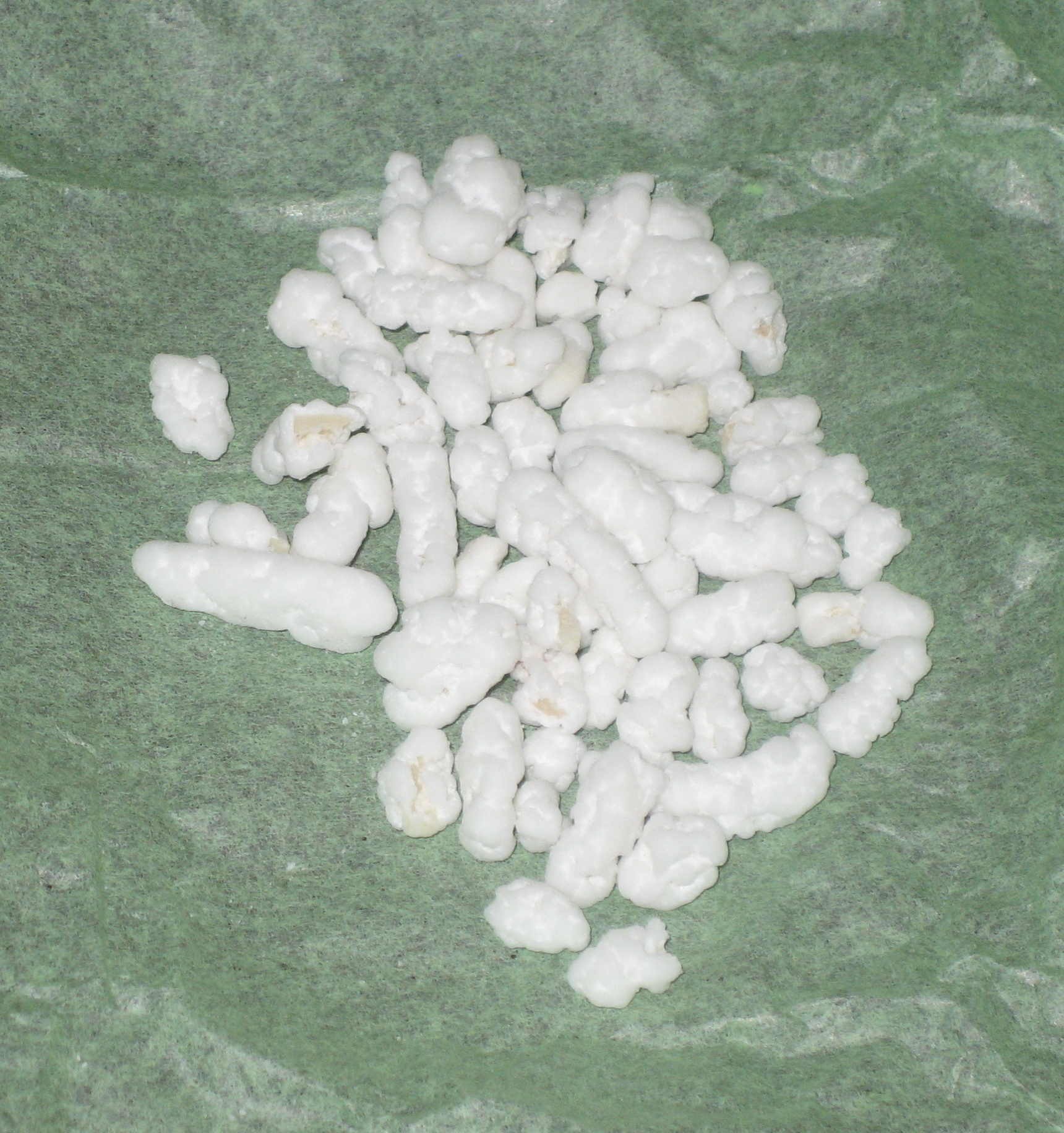
Noghl.

El noghl (persa: نقل), o almendras recubiertas de azúcar, es un caramelo tradicional iraní . Su origen es la ciudad de Shiraz. Se elabora hirviendo azúcar con agua y agua de rosas y cubriendo entonces almendras tostadas en el mezcla. También puede hacerse con otros frutos secos, como nueces.
El noghl se incluye a menudo en las bodas iraníes, que se basan en antiguas ceremonias persas. Como parte de la celebración, se prepara un banquete a menudo fastuoso en casa de la novia. Entre la comida se incluye un surtido de pasteles y dulces, incluyendo noghl, que típicamente es pagado por el novio.